# Giorgio Fano
Giorgio Fano (Trieste, 17 aprile 1885 – Siena, 20 settembre 1963) è stato un filosofo italiano.
Ha dato molta importanza agli aspetti più semplici e ferini dello spirito seguendo le riflessioni di Giambattista Vico.

## Biografia
Il padre Guglielmo fu uno dei pochi ebrei di allora che passarono al cattolicesimo per sincera fede. Ma tale conversione fu accompagnata da manie religiose e disordini mentali precoci.

### Giovinezza e interazione con gli intellettuali giuliani
Fin dall'adolescenza Fano ebbe un impulso di rivolta contro gli adulti, il loro conformismo, il loro spirito oppressivo. Nel romanzo Quasi una fantasia di Ettore Cantoni si parla di due ragazzi, in cui è facile riconoscere l'autore Ettore e il suo amico Giorgio Fano, che viaggiano e arrivano addirittura in Africa, appunto per sfuggire all'atmosfera pesante instaurata dagli adulti.
Fano fu un ragazzo ribelle, non volle accettare la disciplina della scuola; un piccolo episodio contraddistingue il suo carattere, quando gettò nella stufa il registro di classe. Frequentò le scuole austriache del tempo con scarso profitto; egli affermava che una parte delle sue difficoltà era dovuta al fatto di avere poca memoria (non quella concettuale, in cui eccelleva, ma quella specifica, dettagliata, necessaria ad es. nello studio della storia e della geografia). Così abbandonò gli studi assai prima di aver conseguito la maturità.
Ritiratosi da scuola, i suoi congiunti gli procurarono un posto di impiegato. Ma egli abbandonò l’impiego e affittò, assieme ad alcuni coetanei, una cameretta sul colle di Scorcola, dove si dedicò non solo a discussioni senza fine con gli amici, ma passò ore e ore a leggere i classici della filosofia. Più tardi a Vienna poté sentire le lezioni universitarie di alcuni luminari del tempo. Fu la lettura dei classici tedeschi, da Leibnitz a Schopenhauer, da Kant a Fichte e Hegel, a dare al suo pensiero un indirizzo al quale egli sarebbe rimasto fedele per tutta la vita, a fargli trovare le armi per la sua personale battaglia contro il dogmatismo, il fideismo, il clericalismo del proprio ambiente familiare.
Si ispira certamente alla figura di Fano anche il sesto de I prigioni (1924) di Saba: «L’Appassionato. / Natura, perché ardo, m’ha di rosso / pelo le guance rivestite e il mento. / Non è una brezza lo spirito: è un vento / impetuoso, onde anche il Fato è scosso. /…../ Ero Mosè che ti trasse d’Egitto, / ed ho sofferto per te sulla croce. / Mi chiamano in Arabia Maometto».
Nel 1919 Saba e Fano comprarono in società la libreria antiquaria Mayländer, la futura "Libreria antica e moderna", ma non andavano d’accordo, perché Fano non era persona da accollarsi diligentemente troppi compiti "noiosi". Così i due decisero di separarsi e, poiché entrambi volevano rimanere proprietari, Fano propose di giocare questo diritto a testa o croce e vinse. Ma Saba, che era amante e cultore di libri antichi, non accettò il verdetto della sorte e convinse l’amico a cedergli ugualmente la libreria.
Un'altra persona dell'ambiente triestino con cui Fano ebbe grande amicizia è stato Virgilio Giotti. Scrive Fano: «Il nostro fu un incontro come di un artista toscano con un profeta ebreo. Io ne ebbi un grande giovamento. Egli leggeva a quel tempo Zola, Maupassant e Flaubert che io non conoscevo. Per il suo carattere indolente, in molte cose esteriori della vita egli fece ciò che gli consigliavo io. Se ne venne via da Trieste, poi fece venire la famiglia a Firenze e cose simili». Ma l'amicizia fra i due subì un tremendo contraccolpo a causa delle drammatiche vicende in cui fu coinvolta Maria, sorella di Virgilio, che Fano sposò nel 1914: ebbero un figlio minorato mentale, Piero, che nel 1929 fu ucciso dalla madre, la quale si tolse a sua volta la vita. Fu una tragedia che scosse profondamente tutta la città.
In seconde nozze, nel 1931 Giorgio Fano sposò Anna Curiel, da cui ebbe un figlio di nome Guido.

### Studi e insegnamenti
Gli ideali egalitari non facevano presa su di lui e gli sembrava utopistico, e comunque non desiderabile, l’instaurare una società comunista. Anzi, negli anni subito dopo la prima guerra mondiale si oppose con decisione al socialismo massimalista e turbolento di allora, tanto da dimostrare, per un breve periodo, una certa comprensione per la reazione fascista. Ma, già prima di Croce, Giorgio Fano divenne un antifascista, che non perdeva alcuna occasione per manifestare apertamente le sue opinioni.
Probabilmente non frequentò le lezioni universitarie a Padova, anche perché era già sposato e doveva pensare a mantenere la sua famiglia. Semmai la sua formazione universitaria si compì, oltre che a Vienna, a Firenze, dove aveva trascorso qualche anno prima della guerra e dove aveva frequentato l’ambiente de La Voce. 
«Professore di filosofia presso vari licei di Trieste dal 1925, il Fano aspirava tuttavia all’insegnamento universitario, a cui giunse dopo molte traversie causate da intralci posti dalle autorità. Il motivo di queste difficoltà si deve alla fama di antifascista che egli si procurò quando, commemorando il cugino Enrico Elia, volontario nella grande guerra e morto sul Podgora nel 1915, tenne un discorso in cui traspariva, in maniera non molto velata, la convinzione che il sacrificio di tante vite per la libertà veniva rinnegato dal regime politico allora dominante. Questa sua presa di posizione gli costò alcuni giorni di carcere nella fortezza di Capodistria e la fama di antifascista si ripercosse sulla sua carriera universitaria».
Attorno a quegli anni a Trieste si andavano diffondendo le idee della psicoanalisi, in particolare ad opera di Edoardo Weiss che era stato discepolo di Freud. A Fano non piaceva questa teoria, affermando che si basava su supposte attività del pensiero immaginarie e non verificabili; il concetto di inconscio non poteva venir accettato da chi come lui basava tutto sull'autocoscienza.
Studioso di Croce, che aveva conosciuto fin dal 1912 Fano pubblicò vari articoli sulla filosofia crociana; un suo articolo, dal titolo La negazione della filosofia nell’idealismo attuale (1932) gli procurò l’attenzione di Giuseppe Lombardo Radice, che gli offrì un posto di assistente volontario di pedagogia presso la facoltà di magistero dell’università di Roma, dove Fano si trasferì assieme alla sua nuova famiglia. Da notare che il suo primo libro, in cui veniva esposto organicamente il suo pensiero, Il sistema dialettico dello spirito apparve solo nel 1937, quando egli aveva già 52 anni. Nel 1938, in seguito alle leggi razziali, fu allontanato dall'insegnamento universitario; riuscì però a mantenere  un posto di professore presso la Scuola Militare di Roma.

### Ultimi anni e ricerche sull'origine del linguaggio
Dopo l'invasione tedesca successiva all'8 settembre 1943, Fano trovò rifugio a Rocca di Mezzo, in Abruzzo dove rimase per quasi un anno.  La tranquilla sicurezza, la noncuranza dei pericoli non gli vennero mai meno, né per il rischio di venir scoperti dai tedeschi (lui e la moglie avevano falsificato le carte d’identità), né per i bombardamenti alleati. Anzi, nel lungo inverno 1943-44 i tedeschi lo usarono spesso come interprete e poiché la sua casa stava proprio sulla strada maestra, spesso la cucina era piena di soldati che avevano bisogno di qualcosa. Lì, in quella cucina mal riscaldata, incurante dei rischi immediati, egli lavorò forse più di quanto non avesse mai fatto in precedenza e portò a termine l'opera: La filosofia del Croce. Saggi di critica e primi lineamenti di un sistema dialettico dello spirito, che venne poi pubblicata nel 1946.
Finita la guerra ritrovò il suo posto presso l’Università di Roma, e anzi per un breve periodo ricoprì anche la carica provvisoria di direttore dell’Istituto di pedagogia del Magistero, ma non si preoccupò di ottenere una sistemazione stabile, tanto che alla fine della sua carriera accademica non ebbe neanche diritto alla pensione. In compenso lavorò con continuità per quasi vent'anni, fino alla sua morte, portando a termine altri saggi rilevanti. Nel già citato saggio sul Croce aveva rivendicato l'importanza delle scienze empiriche, che nella filosofia crociana non avevano dignità conoscitiva. Nel testo Teosofia orientale e filosofia greca (1949) troviamo una descrizione dello sviluppo storico del pensiero umano, in cui tra l'altro viene rivendicata l'importanza della matematica, mentre il Croce sosteneva che la matematica è uno pseudoconcetto. Inoltre curò la traduzione integrale dei Prolegomena ad ogni futura metafisica di Kant (1948), di cui aveva già pubblicato degli estratti.
Infine le sue ricerche lo portarono ad esaminare il problema dell'origine della lingua, su cui espresse il suo pensiero nel Saggio sulle origini del linguaggio (1962), poi riedito accresciuto a cura della moglie Anna e del figlio Guido.
Morì a Siena il 20 settembre 1963, mentre presiedeva una commissione di esami.

## Opere
- Il sistema dialettico dello spirito, Roma, Servizi editoriali del GUF, 1937.
- La filosofia del Croce. Saggi di critica e primi lineamenti di un sistema dialettico dello spirito, Milano, Istituto editoriale italiano, 1946.
- Teosofia orientale e filosofia greca. Preliminari ad ogni storiografia filosofica, Firenze, La nuova Italia, 1949.
- Saggio sulle origini del linguaggio. Con una storia critica delle dottrine glottogoniche, Torino, Einaudi, 1962; riedizione postuma, con parti inedite, a cura di Anna e Guido Fano, col titolo Origini e natura del linguaggio, Torino, Einaudi, 1973.[11]
- Neopositivismo, analisi del linguaggio e cibernetica, Torino, Einaudi, 1968.
- Totò e l'anello magico, con Sergio Tofano, Novara, Interlinea edizioni, 2005.
- Totò imperatore africano, Novara, Interlinea edizioni, 2005.

### Traduzioni
- Emanuele Kant, Prolegomeni ad ogni futura metafisica: estratti, traduzione, introduzione e note a cura di Giorgio Fano, Firenze, G. C. Sansoni, 1935.
- Emanuele Kant, Prolegomena ad ogni futura metafisica, a cura di Giorgio Fano, Milano, Istituto Editoriale Italiano, 1948.